# 南部坂
南部坂（なんぶざか）は、東京都港区にある坂である。港区には2ヶ所の南部坂が存在し、いずれの名称も南部藩に因む。
1. 南麻布四丁目と五丁目の境界に存在する坂 → 南部坂（麻布）
2. 赤坂二丁目と六本木二丁目の境界に存在する坂 → 南部坂（赤坂）

## 概要
東京には江戸時代からの南部坂がふたつあり、ひとつは港区麻布盛岡町の南部坂で、もうひとつは同区赤坂福吉町と麻布今井町との境にある南部坂である。どちらの南部坂も名称の起源は坂のそばに南部屋敷があったことであり、赤坂の南部坂のほうが麻布の南部坂よりも古い。
正保元年（1644年）の江戸絵図には赤坂・南部坂の坂上、現在の赤坂氷川公園・氷川小学校のあたりに「南部山城守下屋敷」が記されているが、それから約30年後、寛文13年（1637年）2月の寛文図では同所が「浅野采女」に変っている。一方、はじめ麻布盛岡町（後年の地名）の現在の有栖川宮記念公園には「浅野内匠下屋敷」があったが、ここが寛文図では「南部大ゼン」に変っている。この南部邸と浅野邸の入れ替わりは、明暦2年（1656年）2月に南部重直の中屋敷（赤坂築地）と浅野長直の下屋敷（麻布）との相対替（あいたいがえ）が行われたことによる。
すなわち、赤坂の南部坂は明暦2年（1656年）以前の命名であり、麻布の南部坂はそれ以降の命名であると解される。

### 南部坂（麻布）
麻布の南部坂は麻布盛岡町、現在の住所で南麻布四丁目と五丁目の境界にあり、有栖川宮記念公園の南外囲に沿って東に上る坂である。坂上には駐日ドイツ大使館が、坂下には南部坂教会と南部坂幼稚園やナショナル麻布スーパーマーケットがある。
坂の名称は江戸時代、現在の有栖川宮記念公園の場所に奥州・南部藩の屋敷があったことに由来している。

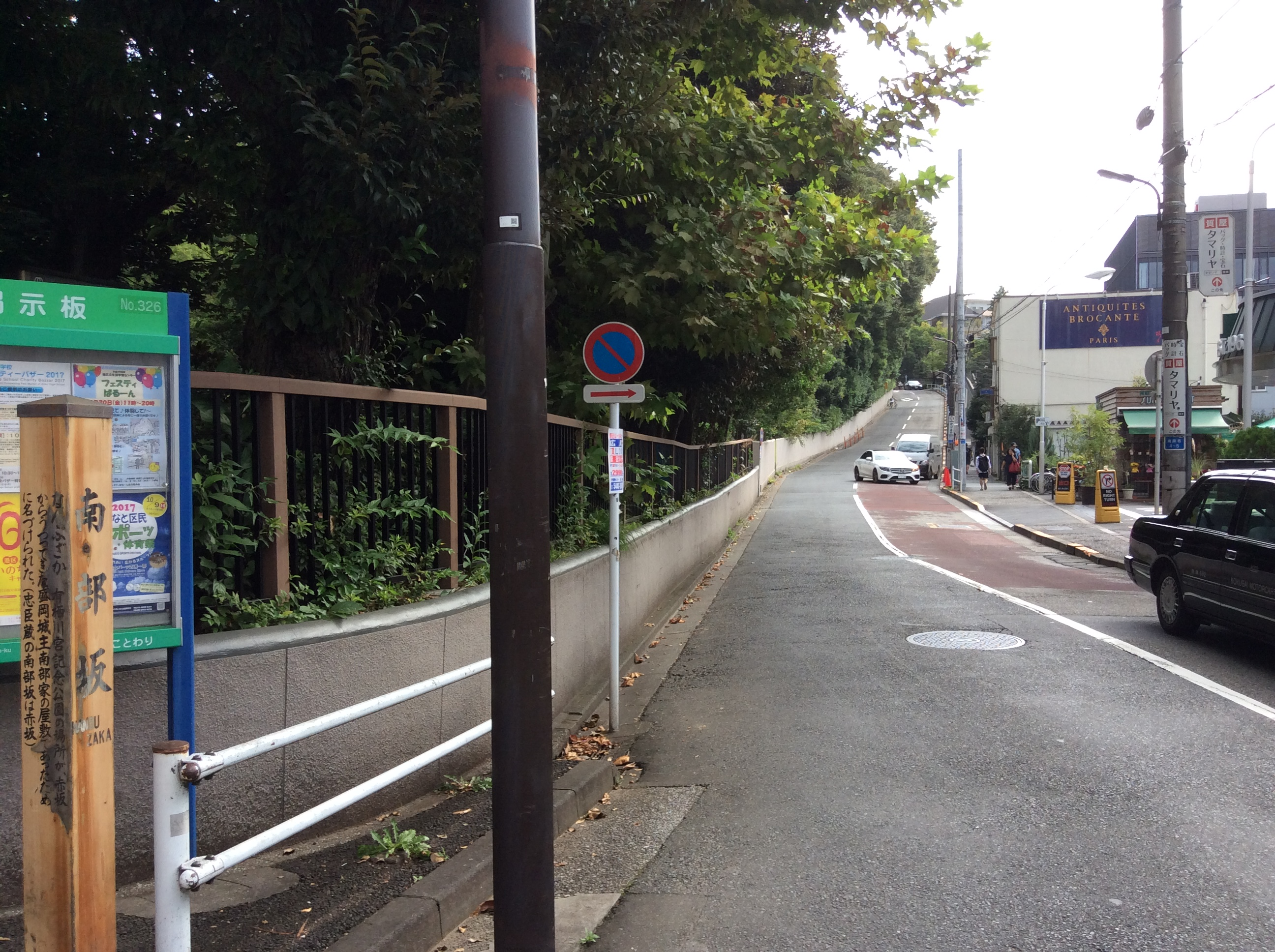
南麻布の南部坂、東方向へ昇る（2017年9月24日撮影）
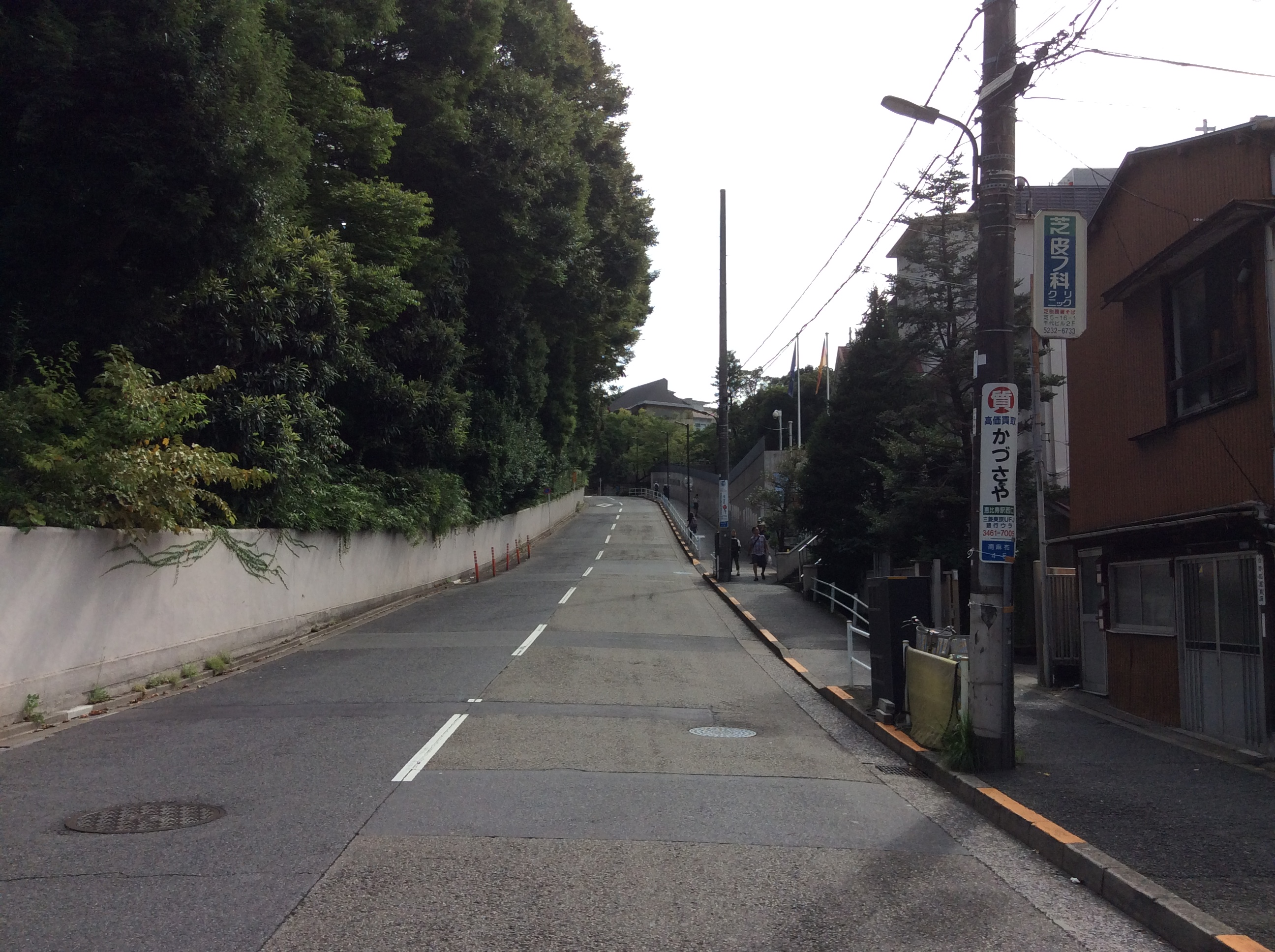
同左、東方向へ昇る（2017年9月24日撮影）
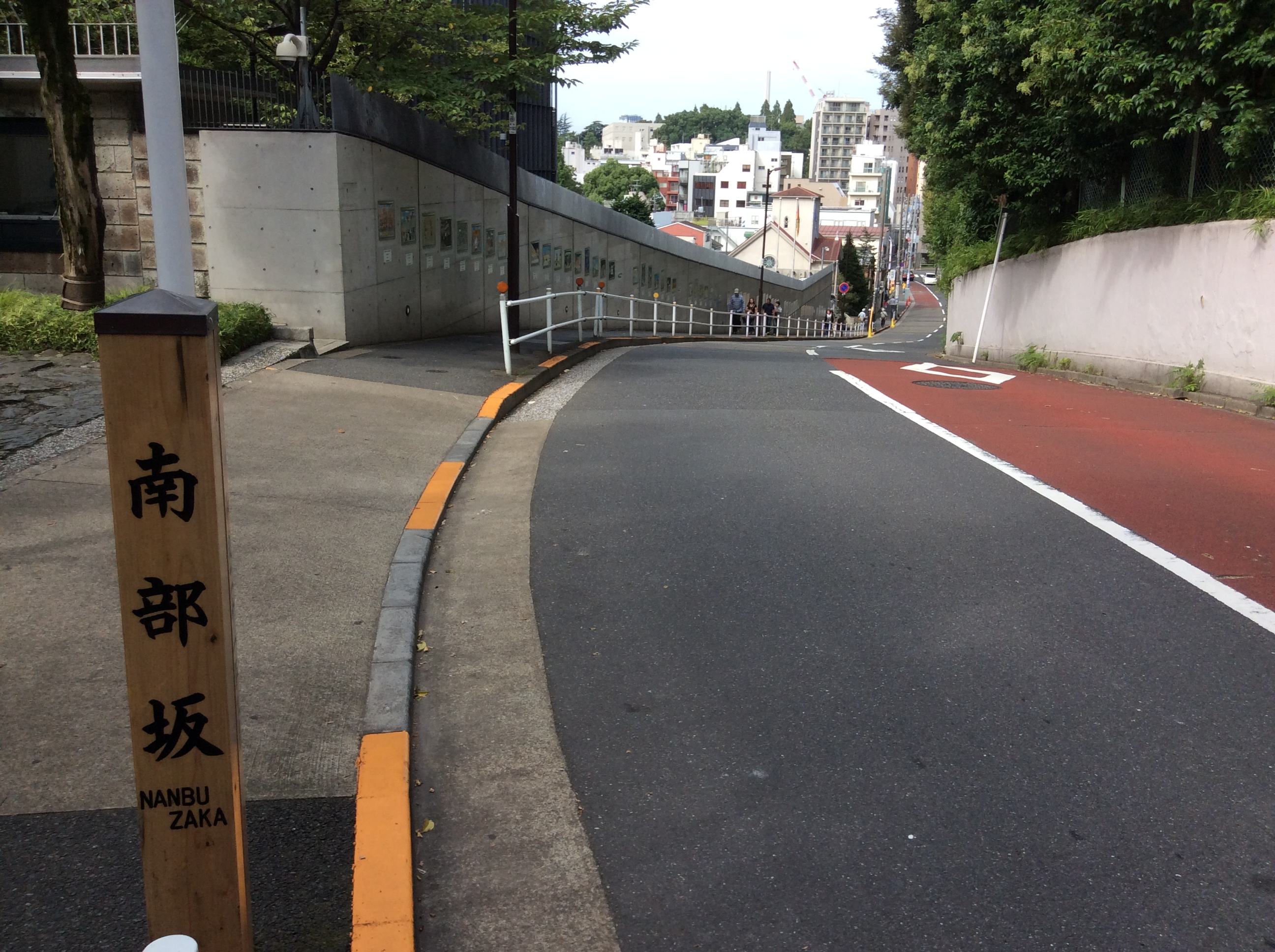
同左、西方向へ降る（2017年9月24日撮影）
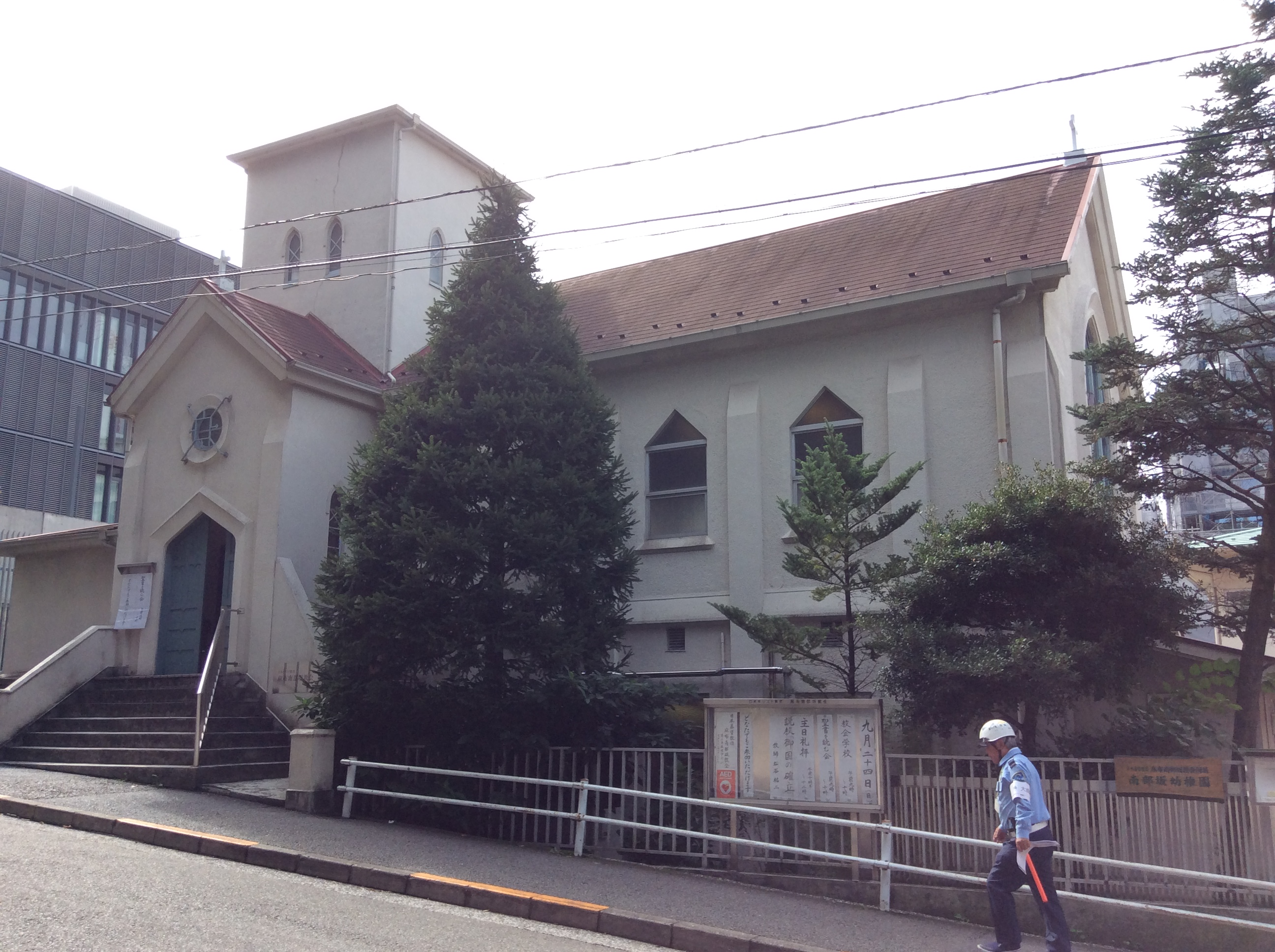
南部坂教会（2017年9月24日撮影）

### 南部坂（赤坂）
赤坂の南部坂は赤坂福吉町と麻布今井町との境、現在の住所で赤坂二丁目と六本木二丁目の境界をアメリカ大使館宿舎わきを西北に上り、左折してさらに氷川神社のほうに上る坂である。坂の名称は江戸時代初期、近隣の氷川神社の辺りに南部家の中屋敷があったことに因む。この坂は急峻であることから、後には「難歩坂（なんぶざか）」と書き表されることもあった。また、「なんぽ坂」、「赤坂」とも呼ばれた。
この坂の由来となった南部家中屋敷は明暦2年（1656年）、赤穂藩浅野家との間で屋敷の取り替えが行われた。播州赤穂藩の浅野家が赤坂に移った理由は、親戚の安芸広島藩の浅野家がこの近くに住んでいたことによる。これにより南部家は現在の南麻布、有栖川宮記念公園のある場所へと移動、移動先でも「南部坂」が生まれたために同名の坂が2ヶ所存在することとなった。南部坂が「難歩坂」「なんぽ坂」などと書き換え、言い換えられるようになったのは、「南部屋敷」がこの坂の周囲から移転してしまったことによる。
この坂は、歌舞伎・講談などの『忠臣蔵』の名場面のひとつ、大石内蔵助が阿久里（後の瑤泉院）に暇乞いに訪れた「南部坂雪の別れ」の舞台としても知られるが、史実では上述（第1章・概要も参照）のように南部坂には三次藩ではなく、笠間藩（のち赤穂に移封）の藩邸があった。 瑤泉院は浅野内匠頭の切腹以降、実家の三次藩下屋敷に引き取られていたが、この屋敷は赤坂・南部坂の頂上付近で左折して2つ目の坂を登った本氷川坂（東から「南部坂」「氷川坂」「本氷川坂」）近辺、現在の氷川神社境内にあった。
現在、この坂の南西側は駐日アメリカ合大使館の官舎（宿舎）になっており、通常は立ち入りが出来ない。

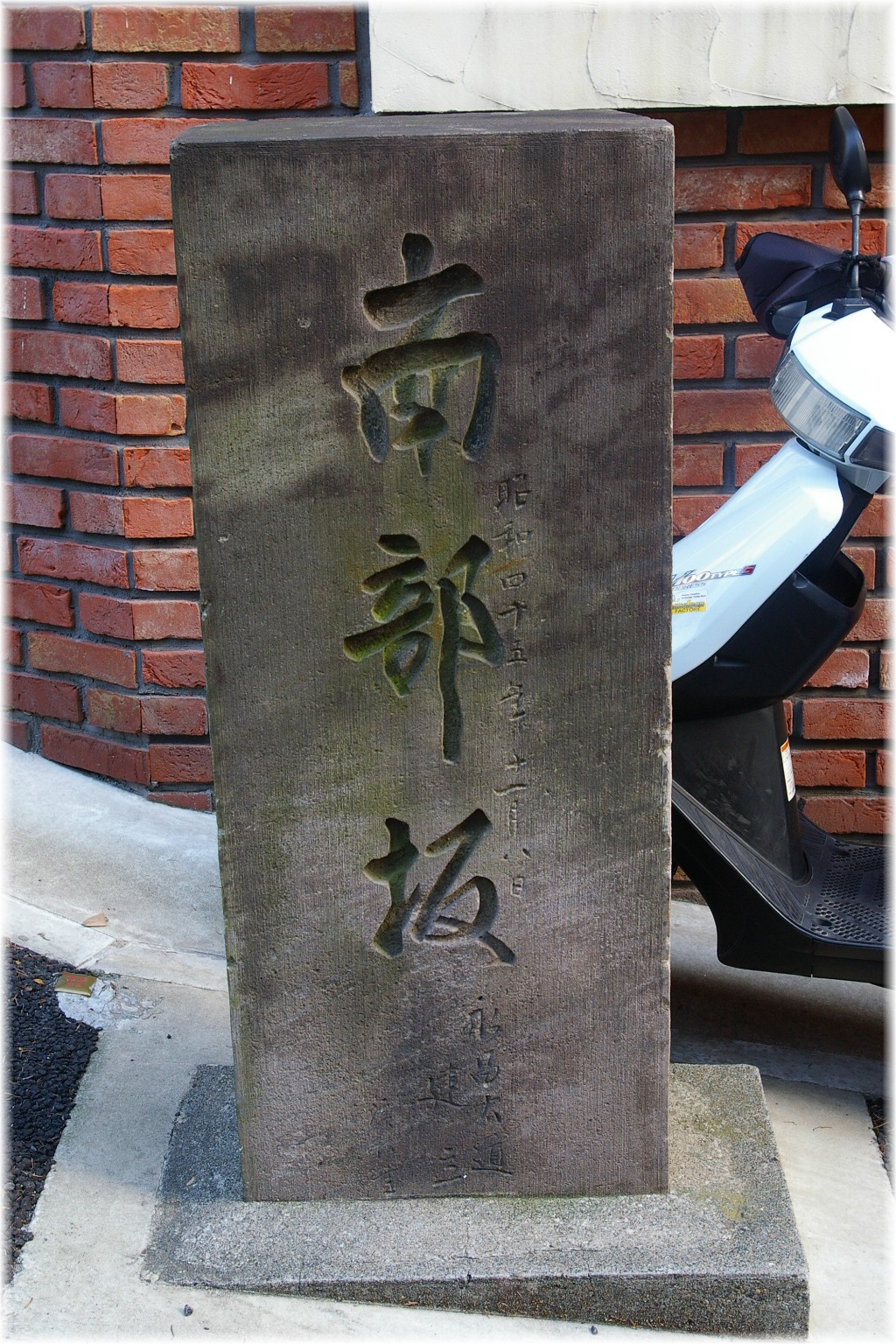
道標（坂下に存在）
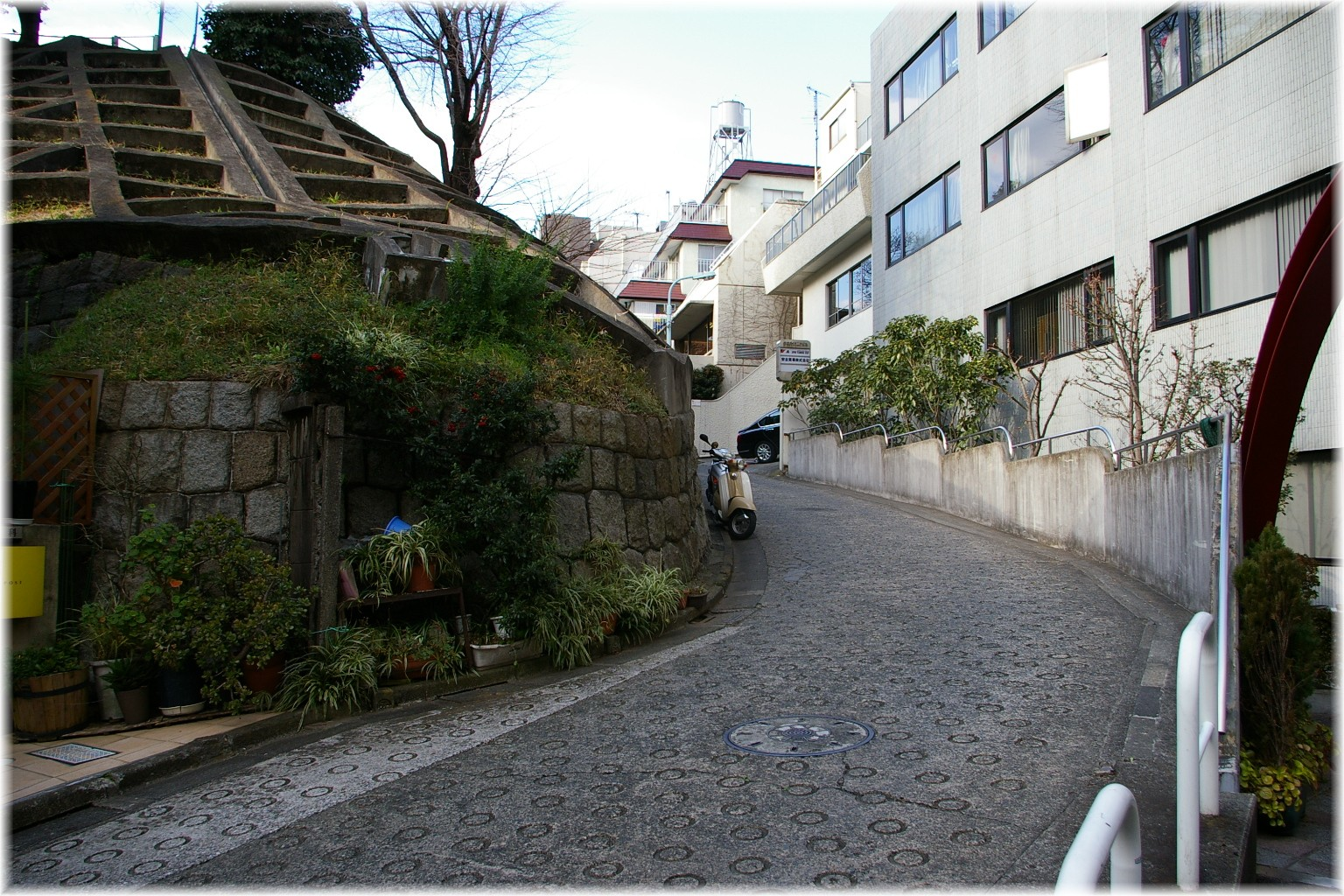
坂下付近（六本木側）
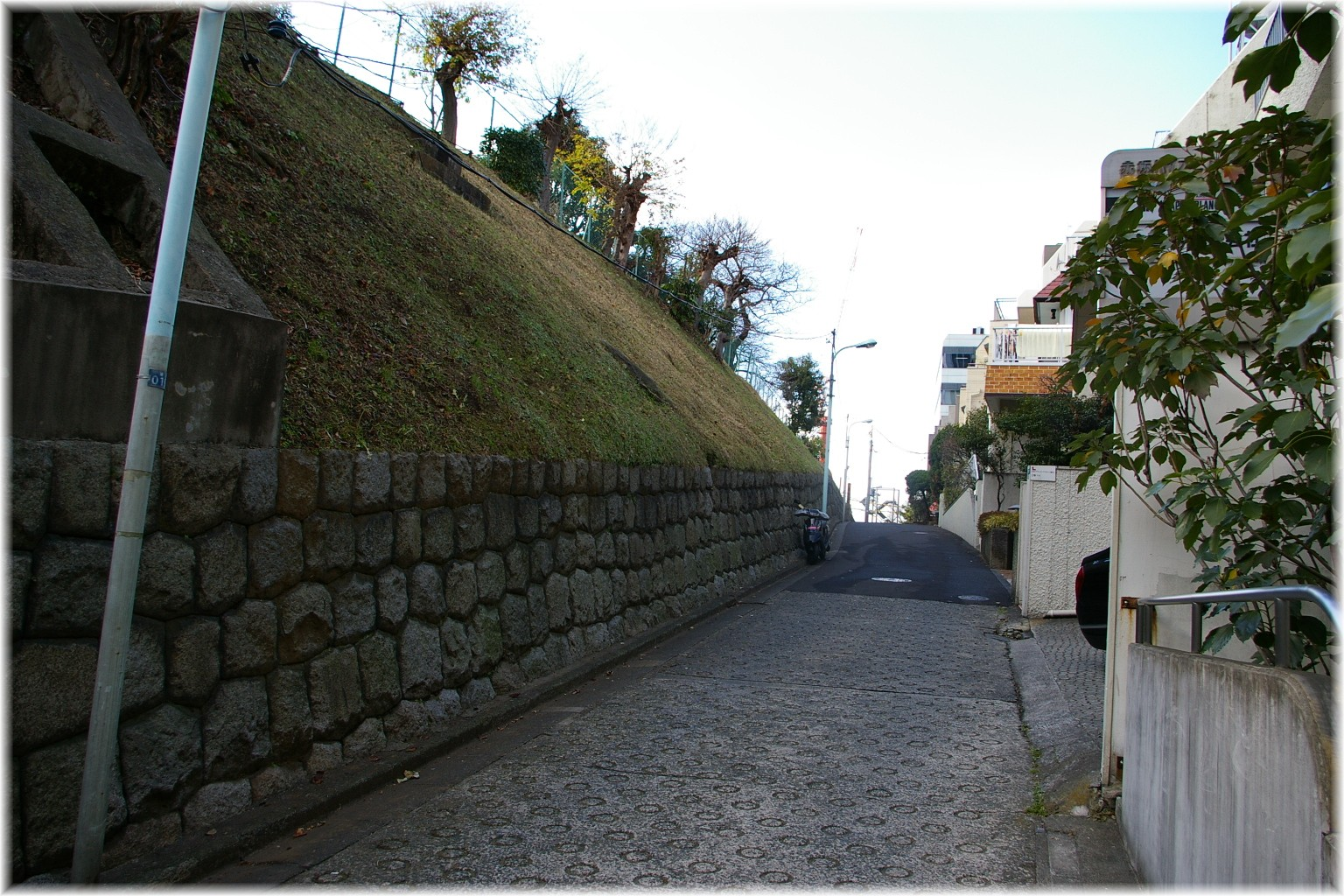
途中から頂上を望む
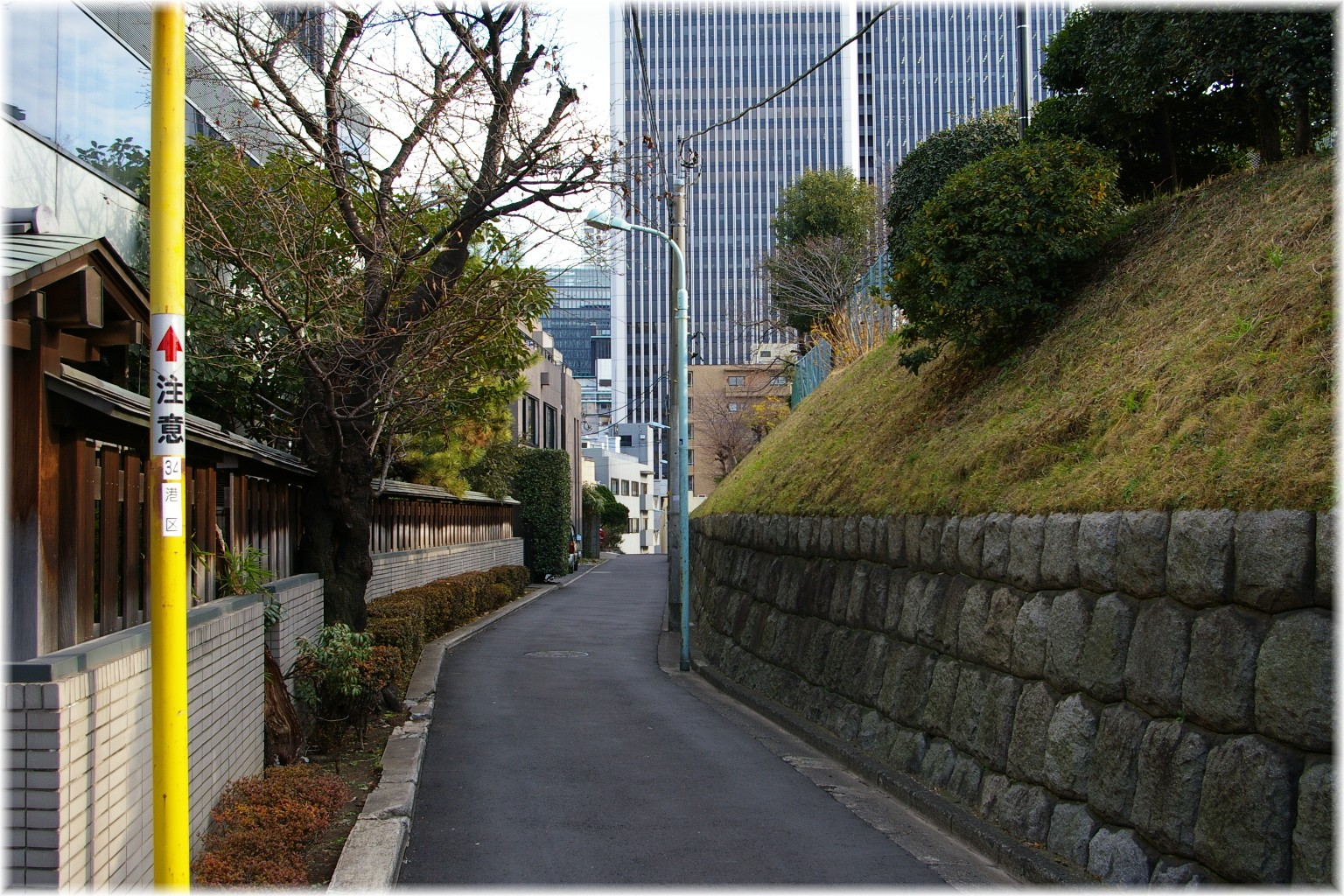
坂上の交差点付近 （赤坂側）
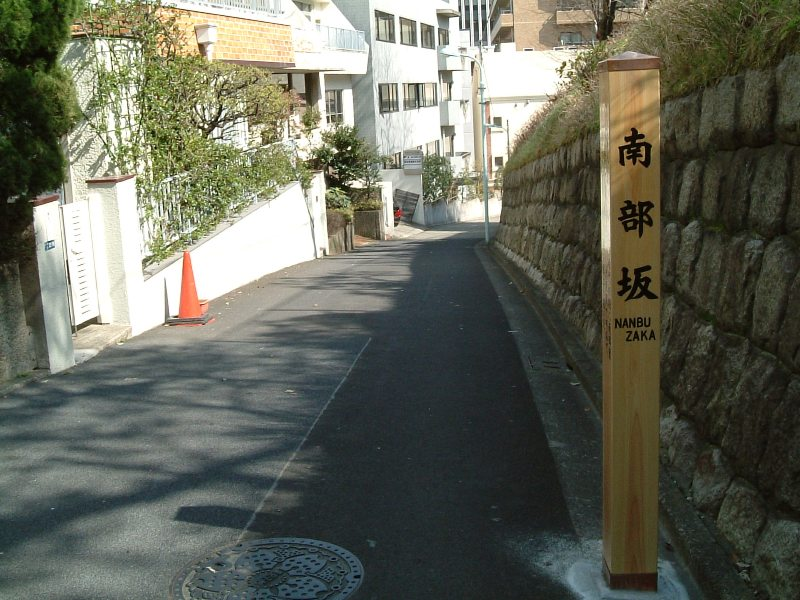
南部坂（赤坂）の頂上付近